# Франсиско Суарес
Франсиско Суарес (на испански: Francisco Suárez) е испански теолог, философ, мислител и йезуитски свещеник. Роден е на 5 януари 1548 г. и умира на 69 години, на 25 септември 1617 г. Той е един от лидерите на Саламаското интелектуално движение и представител на схоластиката. Неговото име по значимост се нарежда до това на Тома Аквински. Става професор по богословие в Сеговия, Алкала, Саламанка и Рим. Главното му произведение е трактата „De legibus“.